# پوریا قیدار
پوریا قیدار (انگلیسی: Pouria Gheidar؛ زاده ۳ فوریهٔ ۱۹۸۸) یک بازیکن فوتبال اهل ایران است.